# Catherine de La Rochefoucauld
Catherine de La Rochefoucauld (1667-París, 1760) fue una religiosa francesa.
Fue parte de la familia de la nobleza francesa de la casa de La Rochefoucauld.
Exabadesa de Saint-Jean-de-Buxo, fue nombrada por el rey Luis XV el 5 de marzo de 1735 o el 8 de julio de 1731, abadesa de Montmartre.
Una calle parisina llamada Catherine de La Rochefoucauld, lleva su nombre en el IX Distrito de París.